# エルンスト (オーストリア辺境伯)

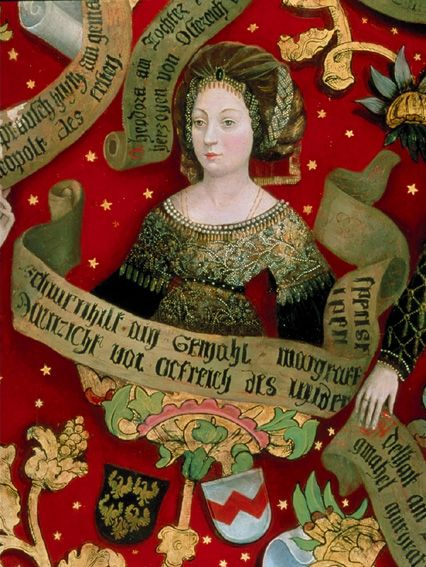
エルンストの2番目の妃ズアンヒルト

エルンスト豪胆伯（ドイツ語：Ernst der Tapfere, 1027年 - 1075年6月10日）は、オーストリア辺境伯（在位：1055年 - 1075年）。

## 生涯
エルンストはアーダルベルトとフロッツァ・オルセオロの間の息子である。エルンストは今日のニーダーエスターライヒにあたる、ボヘミア王国およびハンガリー王国の辺境領を併合することにより、ターヤ川、マルヒ川およびライタ川まで領土を拡げた。エルンストの時代に、ヴァルトフィアテル地域の植民地化が、エルンストのミニステリアーレたちによって始まった。
エルンストのあだ名は、エルンストがシャラモンのためにハンガリー王ベーラ1世とその息子ゲーザと戦ったことから、年代記編者ランペルト・フォン・ヘルスフェルトにより名づけられた。叙任権闘争が始まると、エルンストはハインリヒ4世側につき、ランゲンザルツァの戦いにおいてザクセン貴族と戦い、戦死した。

## 結婚と子女
エルンストはデド1世の娘アーデルハイト（1030年 - 1071年1月26日）と結婚し、3人の子女をもうけた。
- レオポルト2世（1050年 - 1095年） - オーストリア辺境伯（1075年 - 1095年）
- ユスティツィア（1120/2年没） - ヴォルフラーツハウゼン伯オットー2世（アンデクス家）と結婚
- アーダルベルト1世・フォン・ペルネック（ドイツ語版）（1100年没） - ボーゲン伯

1072年にキームガウ伯ジークハルト7世の娘ズアンヒルト（1120年没）と結婚した。